# NGC 1231
NGC 1231是波江座南部的一個哈伯類型的螺旋星系 。据估计它距离银河系有1.04亿光年。 NGC 1231于1885年12月2日由美国天文学家法蘭斯·萊文沃思发现。